# Flavomeliturgula deserta
Flavomeliturgula deserta är en biart som först beskrevs av Warncke 1985.  Flavomeliturgula deserta ingår i släktet Flavomeliturgula och familjen grävbin. Inga underarter finns listade i Catalogue of Life.